# Danny Glover
Danny Lebern Glover (San Francisco, California, 22 de julio de 1946) es un actor y músico estadounidense. Es ampliamente conocido por su papel principal como Roger Murtaugh en la serie de películas Lethal Weapon. También tuvo papeles protagónicos en películas como The Color Purple, Predator 2 y Operation Dumbo Drop. Glover tiene papeles secundarios destacados en Silverado, Witness, A Rage in Harlem, Dreamgirls, Shooter, Death at a Funeral, Beyond the Lights, Saw, Sorry to Bother You, The Last Black Man in San Francisco, The Dead Don't Die, Lonesome Dove y Jumanji: El Siguiente Nivel. También es un partidario activo de varias causas políticas.
En 2022, la Academia de Artes y Ciencias Cinematográficas honró a Glover con el Premio Humanitario Jean Hersholt. Además, Glover ha recibido numerosos reconocimientos, incluido el Premio del Presidente de la NAACP y la Medalla de la Amistad del Consejo de Estado de Cuba. También ha recibido nominaciones para cuatro premios Primetime Emmy, cuatro premios Grammy y un premio Daytime Emmy. IndieWire lo nombró uno de los mejores actores que nunca recibió una nominación al Premio de la Academia.

## Trayectoria artística

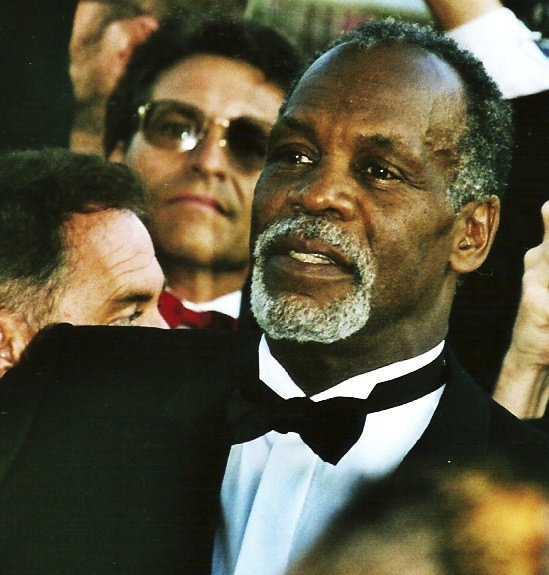
Glover en la edición de 2005 del Festival de Cannes.

Estudió en la academia Black Actors Workshop del American Conservatory Theater. Comenzó como actor de teatro participando en numerosas producciones como The Island y Macbeth. Su mayor éxito de taquilla lo alcanzó junto a Mel Gibson en Lethal Weapon  y sus secuelas, en las que interpreta al agente Murtaugh.

## Filmografía
| Año  | Película                            |
| ---- | ----------------------------------- |
| 1979 | Escape from Alcatraz                |
| 1981 | Chu Chu and the Philly Flash        |
| 1982 | Deadly Drifter                      |
| 1984 | En un lugar del corazón             |
| 1984 | Iceman, El hombre del hielo         |
| 1985 | Witness                             |
| 1985 | El color púrpura                    |
| 1985 | Silverado                           |
| 1987 | Lethal Weapon                       |
| 1987 | Mandela                             |
| 1988 | Bat 21                              |
| 1989 | Lethal Weapon 2                     |
| 1990 | Depredador 2                        |
| 1991 | Pure Luck                           |
| 1991 | El Vuelo del Intruder               |
| 1991 | Grand Canyon, El alma de la ciudad  |
| 1992 | Lethal Weapon 3                     |
| 1993 | Queen                               |
| 1993 | Bopha                               |
| 1994 | Rebelión en las aulas               |
| 1994 | Maverick                            |
| 1995 | Fallen Angels: Red Wind             |
| 1995 | Operación Elefante                  |
| 1997 | Wild America                        |
| 1997 | The Rainmaker                       |
| 1997 | Switchback                          |
| 1998 | Lethal Weapon 4                     |
| 1998 | Antz (Voz)                          |
| 1998 | Beloved                             |
| 1998 | El príncipe de Egipto (Voz)         |
| 1999 | Crímenes Perfectos                  |
| 2000 | Boesman and Lena                    |
| 2001 | The Royal Tenenbaums                |
| 2001 | 3 A.M.                              |
| 2002 | Just a Dream (Director)             |
| 2004 | Legend of Earthsea                  |
| 2004 | Saw                                 |
| 2004 | The Cookout                         |
| 2005 | Missing in America                  |
| 2005 | The Shaggy Dog                      |
| 2005 | Manderlay                           |
| 2006 | Brothers & Sisters                  |
| 2006 | Barnyard                            |
| 2006 | Dreamgirls                          |
| 2006 | Bamako                              |
| 2007 | Poor Boy's Game                     |
| 2007 | Miranda regresa                     |
| 2007 | Shooter                             |
| 2007 | El último asalto                    |
| 2008 | Gospel Hill                         |
| 2008 | Blindness                           |
| 2008 | Honeydripper                        |
| 2008 | Be Kind Rewind                      |
| 2008 | Saw V                               |
| 2009 | The Harimaya Bridge                 |
| 2009 | Down for Life                       |
| 2009 | Night Train                         |
| 2009 | 2012                                |
| 2010 | Death at a Funeral                  |
| 2010 | Alpha and Omega                     |
| 2010 | Age of the Dragons                  |
| 2010 | Mooz-lum                            |
| 2010 | I Want to Be a Soldier              |
| 2010 | Five Minarets in New York           |
| 2010 | Bad Luck Snake Bite                 |
| 2010 | Legendary                           |
| 2010 | De mayor quiero ser soldado         |
| 2011 | Heart of Blackness                  |
| 2011 | El destino está escrito             |
| 2011 | Son of Morning                      |
| 2012 | Sins Expiation                      |
| 2012 | LUV                                 |
| 2012 | Toussaint                           |
| 2012 | Highland Park                       |
| 2013 | Chasing Shakespeare                 |
| 2013 | Misión secreta: Extraction          |
| 2013 | Muhammad Ali's Greatest Fight       |
| 2013 | Tula: The Revolt                    |
| 2013 | Space Warriors                      |
| 2013 | From Above                          |
| 2014 | Day of the Mummy                    |
| 2014 | Supremacy                           |
| 2014 | Death Squad                         |
| 2014 | Tokarev                             |
| 2014 | Beyond the Lights                   |
| 2014 | Bad Ass 2: Bad Asses                |
| 2015 | Bad Asses on the Bayou              |
| 2015 | Checkmate                           |
| 2015 | Gridlocked                          |
| 2015 | Waffle Street                       |
| 2015 | About Scout                         |
| 2015 | Diablo                              |
| 2015 | Andron                              |
| 2015 | Toxin                               |
| 2016 | Dirty Grandpa                       |
| 2016 | Complete Unknown                    |
| 2016 | Back in the Day                     |
| 2016 | Mr. Pig                             |
| 2016 | 93 Days                             |
| 2016 | Casi Navidad                        |
| 2016 | Darkweb                             |
| 2016 | Pushing Dead                        |
| 2017 | Monster Trucks                      |
| 2017 | Tour de Pharmacy                    |
| 2017 | Buckout Road                        |
| 2017 | The Good Catholic                   |
| 2017 | Extorsión                           |
| 2017 | The Christmas Train                 |
| 2018 | Death Race: Beyond Anarchy          |
| 2018 | Come Sunday                         |
| 2018 | Sorry to Bother You                 |
| 2018 | Christmas Break-In                  |
| 2018 | Proud Mary                          |
| 2019 | Jumanji: The Next Level             |
| 2019 | The Last Black Man in San Francisco |
| 2022 | American Dreamer                    |

## Activismo
Glover ha sido activista por los derechos de los afroestadounidenses y de las minorías en su país. Tenía una amistad con el expresidente de Venezuela, Hugo Chávez, y también con Fidel Castro, e integra el consejo consultivo de la cadena de televisión Telesur.
En marzo de 2018, Glover visitó Venezuela manifestando apoyo al presidente Nicolás Maduro y felicitó a su gobierno por «aportar al progreso humano a través de educación, salud y otros aspectos que honran a la humanidad». Tras esta declaración, el 2 de abril del mismo año, el opositor y presidente de Human Rights Foundation, Thor Halvorssen condenó la visita y exigió a la UNICEF que despojara al actor de su cargo como embajador de buena voluntad.

## Vida personal
Glover contrajo matrimonio en 1975 con Asake Bomani y tuvo con ella una hija llamada Mandisa en 1976. Se divorciaron en el año 2000. En 2009, se casó con Eliane Cavaillero.